# Jaskinia Twardowskiego
Jaskinia Twardowskiego – duża jaskinia krasowa w Dzielnicy VIII Dębniki w Krakowie. Znajduje się na południowo-zachodnim obrzeżu wzniesienia Krzemionek Zakrzowskich, w niewielkiej odległości od betonowego ogrodzenia Jednostki Wojskowej. Pomiędzy ogrodzeniem tym a otworem jaskini biegnie ścieżka. Jaskinia jest z niej widoczna.

## Opis jaskini
Zwiedzanie pierwszej Sali Głównej jaskini jest łatwe, ale niebezpieczne; w kominku są zablokowane głazy, które mogą się oberwać. Zwiedzanie dalszych części jest uciążliwe, niektóre korytarze są bowiem błotniste i bardzo ciasne, z zaciskami.
Jaskinia ma trzy otwory. Główny ma szerokość 2,5 m, wysokość 2 m. Drugi (otwór zachodni), znajduje się w odległości 10 m od niego na zachód, obecnie jest zasypany. Zaraz za otworem głównym jest Sala Główna o długości ponad 30 m, szerokości do 10 m i wysokości 2–4 m. Pochylone w głąb komory dno jaskini jest nierówne, pokryte gliną, wapiennym gruzem i większymi głazami. Są w nim liczne doły po dawnych wykopach archeologicznych. W odległości około 5 m od otworu wejściowego w stropie komory znajduje się kominek mający koniec około 4 m powyżej otworu. Od sali odchodzi wiele bocznych korytarzy; te po lewej stronie są niskie i szerokie, gdyż powstały na rozmyciach bardziej miękkich warstw międzyławicowych, te po prawej to owalne kanały krasowe.
Za zasypanym otworem drugim jest niewielka salka (2 × 2 m). Wychodzi z niej niska i niedostępna szczelina, oraz ciasna i zawalona gruzem rura, która łączy się z Jaskinią Niską (stwierdzono to kontaktem głosowym). Niemożliwy do przejścia odcinek ma długość około 2 m. Zaraz po lewej stronie otworu wejściowego znajduje się niskie i ciasne wejście do 11 metrowej długości korytarza, prowadzącego do zasypanego otworu zachodniego. W korytarzu jest mająca postać szczeliny studzienka o głębokości 2 m.
Jaskinia Twardowskiego ma skomplikowany, kilkupiętrowy system połączonych z sobą ciasnych korytarzy i niemożliwych do przejścia szczelin. Odchodzą one w kierunku dawnego kamieniołomu, Jaskini Niskiej i Jaskini Jasnej. Jest w niej kilka sal: oprócz Sali Głównej jest Salka z Tabliczką, Salka z Belką, Salka z Progiem i inne.

## Historia badań i eksploracji
Nazwa jaskini pochodzi od tego, że według legendy miał w niej swoją pracownię alchemiczną mistrz Twardowski. Jest znana od dawna – pierwsza wzmianka pochodzi z 1865 r. Jest też słynna – w wielotomowym Słowniku Geograficznym Królestwa Polskiego wymieniono ją kilka razy. Kilka razy badali ją archeolodzy. Po raz pierwszy fragmentarycznie namulisko Sali Głównej rozkopał w 1867 r. Sołtan, ale nie znalazł nic interesującego. W 1878 r. fragment namuliska przekopał A. Gruszecki, ale również nie znalazł nic ciekawego. E. Rook w 1980 r. znalazł w jaskini artefakty świadczące o zamieszkiwaniu jej przez ludzi, ale nie zostały określone kulturowo.
Prowadzono też w jaskini wiele innych badań. E. Sanocka-Wołoszynowa w 1981 r. znalazła w jaskini 3 gatunki pajęczaków. K. Starmach w 1963 znalazł galarety z sinic i nowe gatunki glonów z grupy Pyrrophyta (tobołki). Trwają systematyczne badania chemizmu wód z wykropleń, a w szczególności wpływ zanieczyszczeń Wisły na wody podziemne skał Zakrzówka. W kwietniu 1997 r. rozpoczął je J. Motyka z Zakładu Hydrogeologii i Ochrony Wód AGH w Krakowie. W różnych punktach jaskini grotołazi co tydzień pobierają próbki wody do badań i mierzą temperaturę. Zbadane przez Politechnikę Śląską metodą datowania radiowęglowego duże stalagmity mają wiek od 8500 do 810 lat.
Kazimierz Kowalski zinwentaryzował i opisał jaskinię w 1951 r. Wówczas łączna długość znanych korytarzy wynosiła 150 m. Od 1966 r. jaskinię zaczęli penetrować grotołazi. W ciągu wieloletnich badań odkopali i odgruzowali zawalone fragmenty ciasnych korytarzy, tak, że w 2019 roku ich łączna długość wynosi już 500 m. Wszystko wskazuje jednak, że jest ich jeszcze dużo więcej. Prowadzone przez pracowników AGH badania metodą georadarową wykazały, że oprócz znanych sal i korytarzy istnieje jeszcze cały system podziemnych pustek na kilku poziomach. Dla grotołazów jest to zachęta do dalszej penetracji jaskini.
W 2014 r. na końcu Partii dla Koneserów odkryto kontynuację jaskini biegnącą w stronę pobliskiej Jaskini Niskiej. Od stycznia następnego roku zorganizowano 27 wyjazdów eksploracyjnych w celu połączenia obydwu obiektów. Udało się w toku prac odgruzować kilka nowych otworów, odsłonić szereg nowych korytarzy zarówno w Jaskini Twardowskiego, jak i Niskiej oraz przede wszystkim, odkopać 9 m głębokości studnię łączącą obie jaskinie. Pierwszego trawersu między otworami dokonano 06.04.2015r. Kolejnych znacznych odkryć dokonano już 19 kwietnia. Udało się wtedy wejść do kilkudziesięciometrowej długości ciągów z pięknymi naciekami (Salka Naciekowa). 18.05. 2015 stwierdzono zasypanie wszystkich otworów poza głównym wejściem do Jaskini Twardowskiego. W 2016 r. wydano oficjalne pozwolenie na naukową eksplorację zasypanych obiektów, która zaczęła się od ponownego odgruzowaniu wszystkich obiektów oraz zabezpieczeniu kratą najgłębszej ze studni.
W Systemie Twardowskiego-Niskiej wciąż jest kilka problemów eksploracyjnych. Po zakończeniu eksploracji szacowana długość jaskini wynosi ok. 610 m. Nie istnieje jeszcze aktualny plan systemu, nie zmierzono też wszystkich ciągów, a ich długość jest jedynie szacowana.

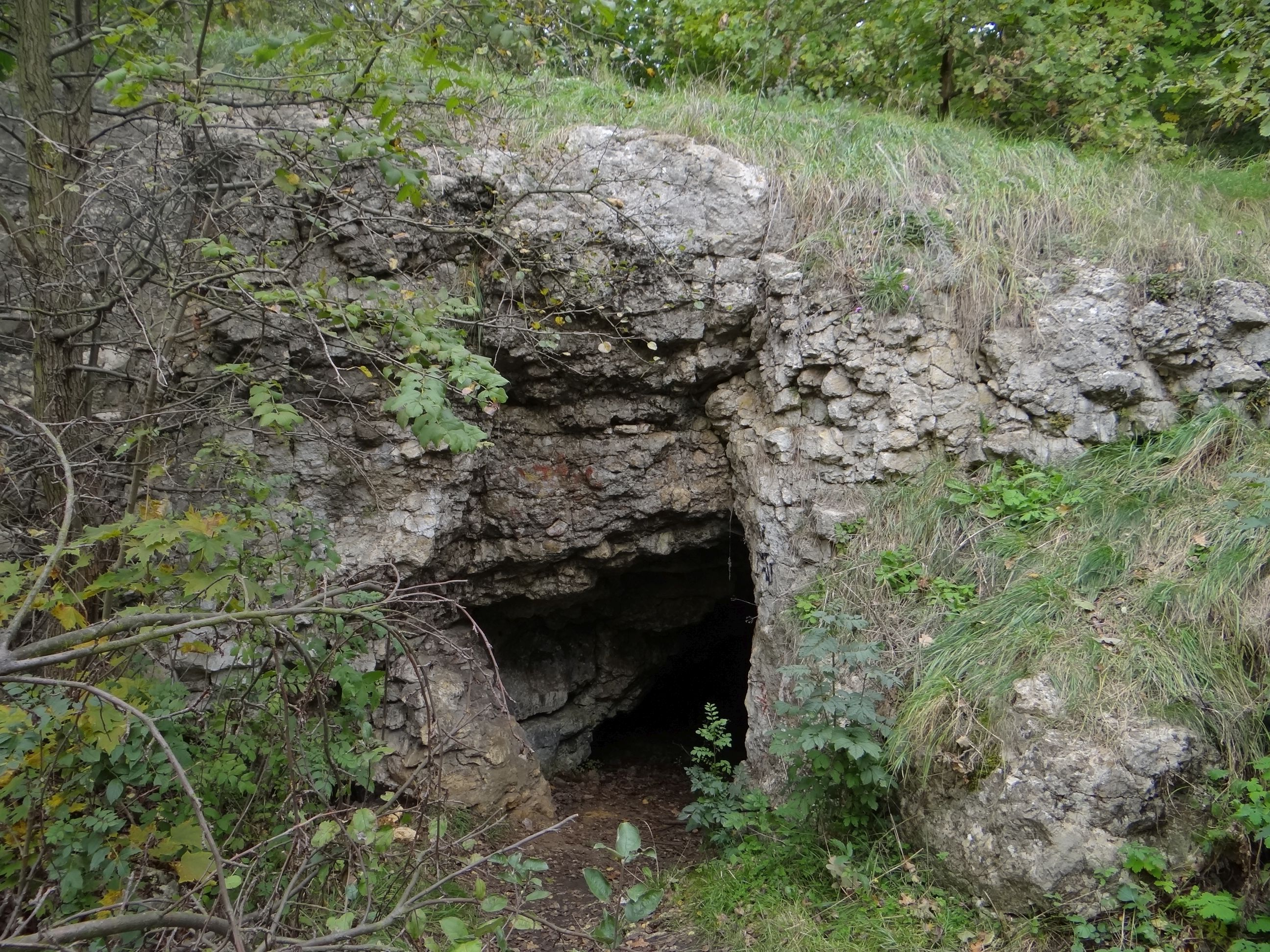
Otwór wejściowy
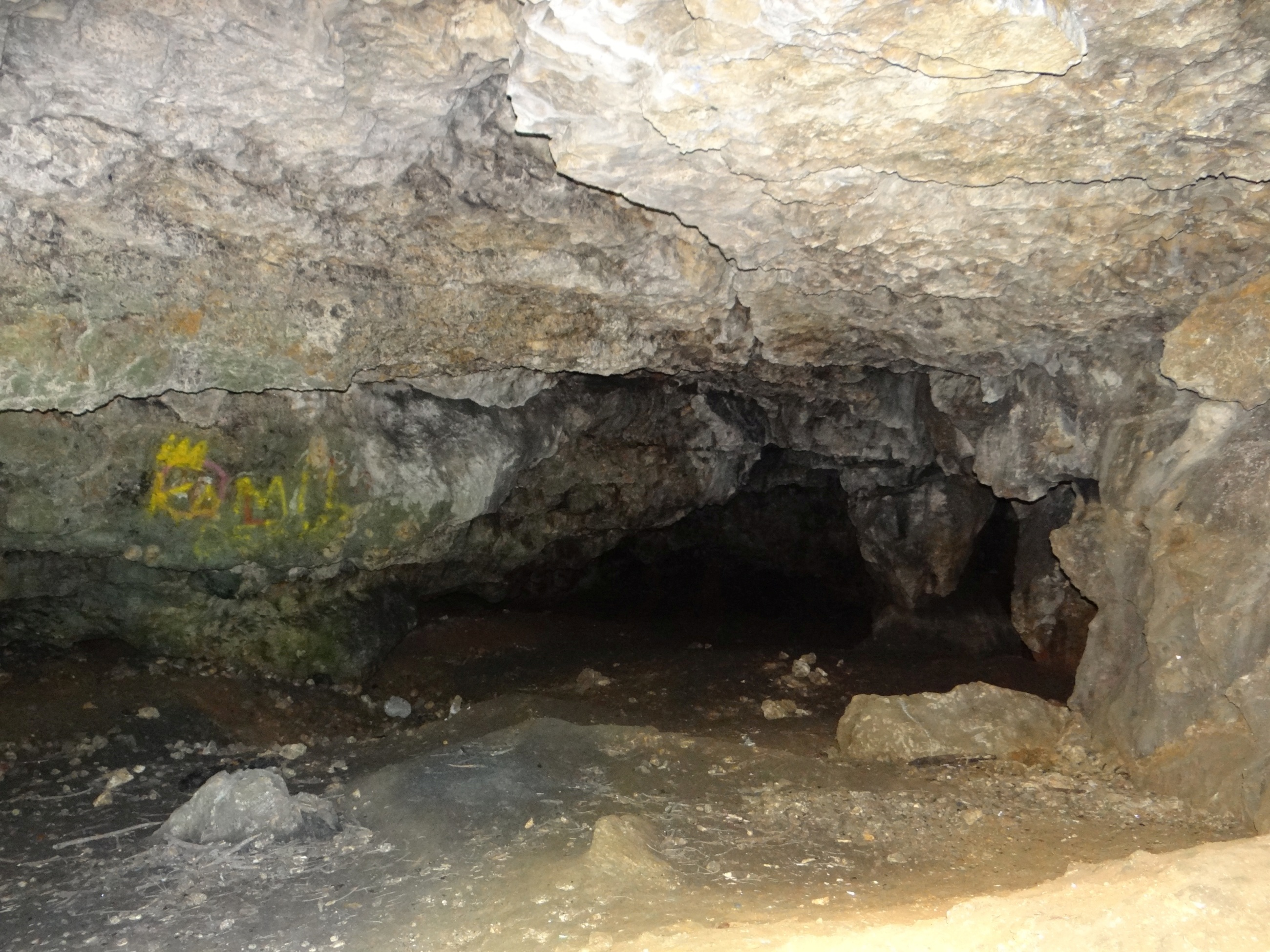
Fragment Sali Głównej i boczne korytarze
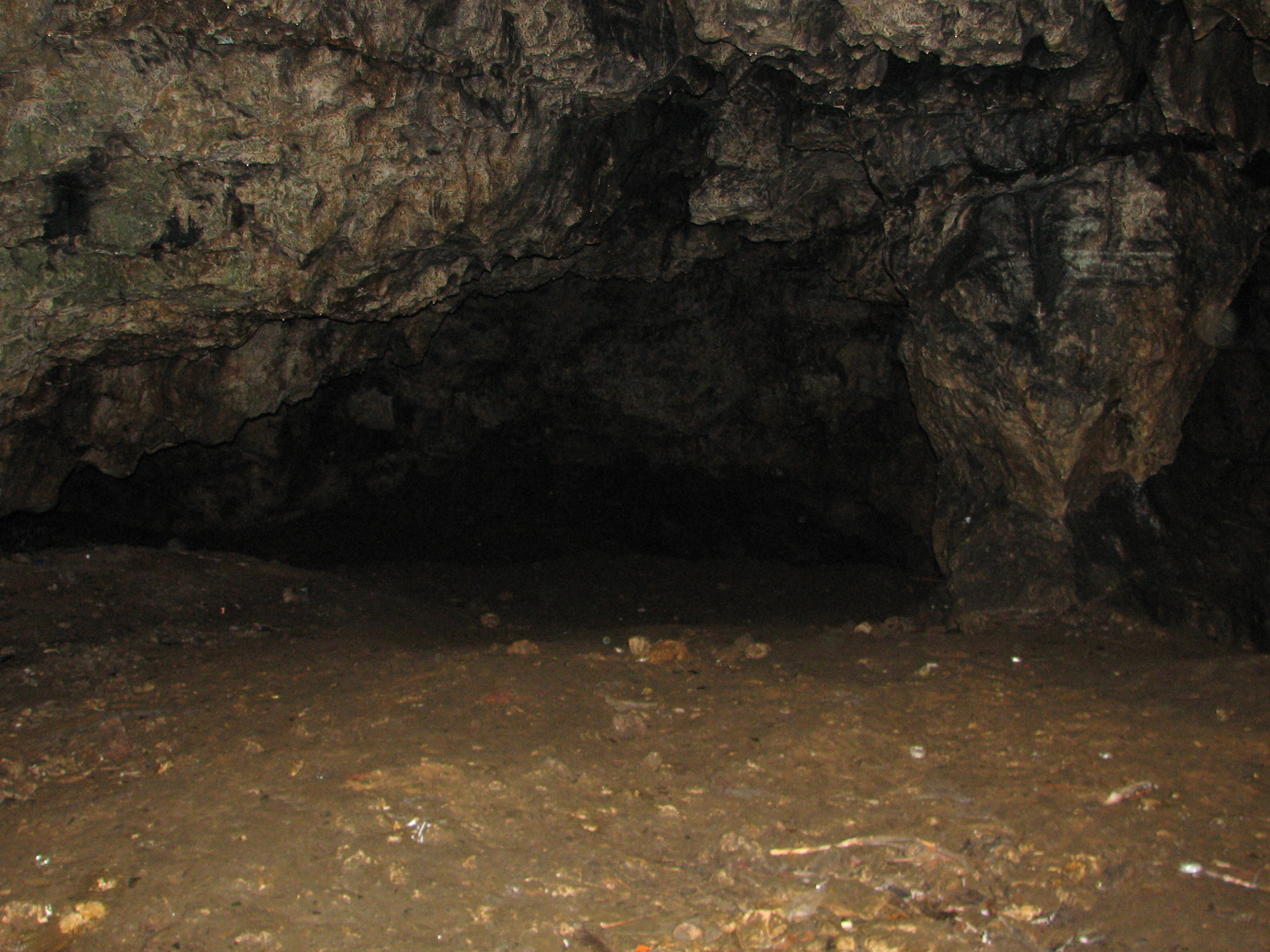
Fragment Sali Głównej
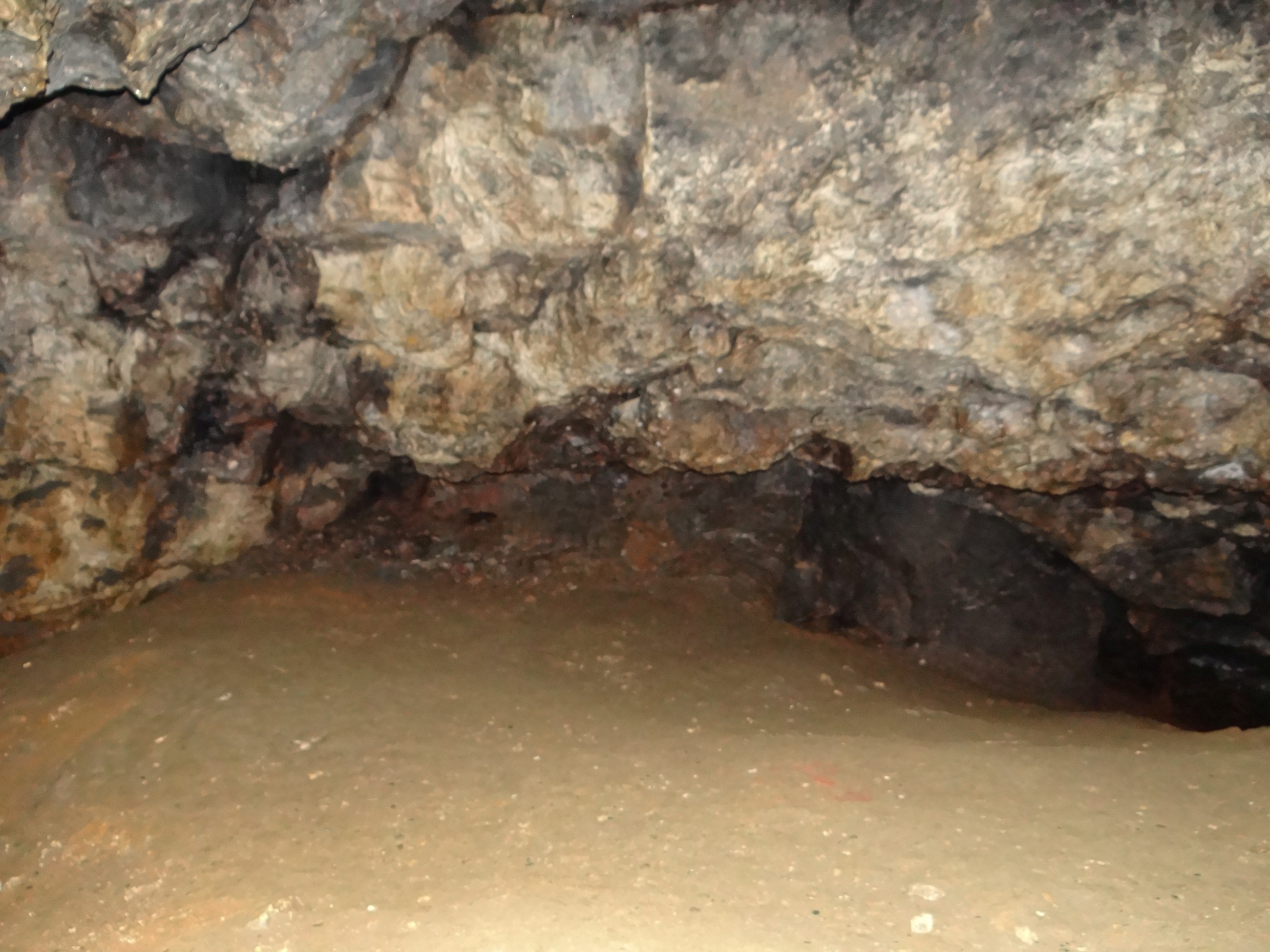
Fragment Sali Głównej
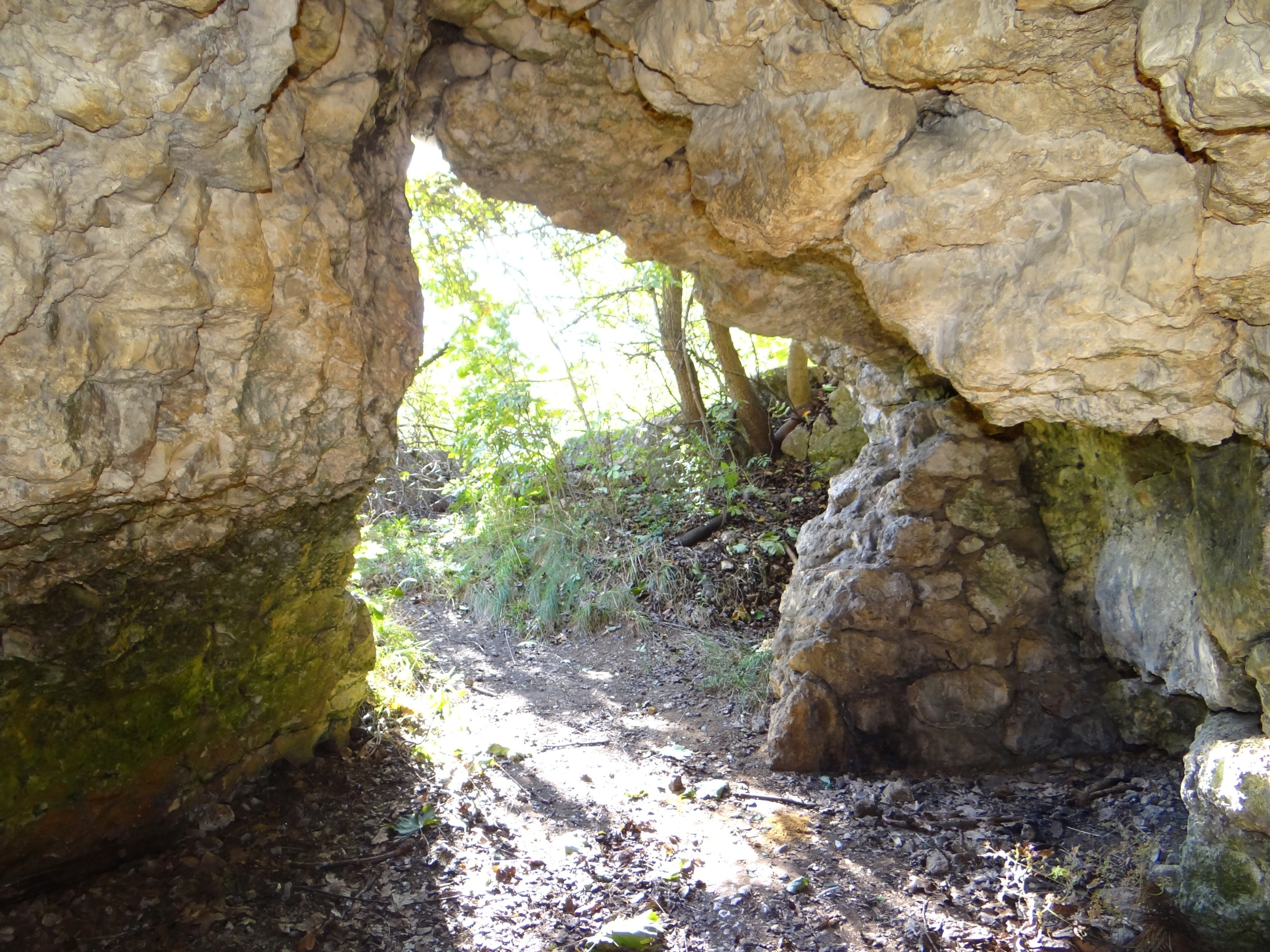
Widok z Sali Głównej